# Consilier juridic
În România, consilier juridic este persoana licențiată în știinte juridice care, ulterior, este admisă în profesie, în baza unui examen organizat de organizația profesională teritorială în care intenționează să profeseze. După admiterea în profesie, consilierul juridic poartă titlul profesional de consilier juridic stagiar urmând a fi înscris pe Tabloul consilierilor juridici stagiari. La înscrierea în colegiu, consilierul juridic depune un jurământ într-un cadru solemn. După efectuarea stagiului obligatoriu de 2 ani, consilierul juridic stagiar trebuie să susțină un examen de definitivat organizat de asociația profesională în care este înscris, în urma căruia consilierul juridic este înscris pe Tabloul consilierilor juridici definitivi.
În principal, activitatea consilierului juridic se realizează prin consultații cu caracter juridic și prin asistență sau reprezentare în fața instanțelor judecătorești sau a altor organe de jurisdicție a persoanelor juridice, autorităților la care este angajat în muncă sau numit în funcție.